# Sho Otsuka
Sho Otsuka (大塚 翔 Otsuka Sho?), född 25 juli 1995 i Toyama prefektur, är en japansk fotbollsspelare.
Otsuka började sin karriär 2018 i FC Ryukyu.